# Ferry Tayle
Ferry Tayle (* 13. Januar 1982 in Straßburg; bürgerlich Ludovic Meyer) ist ein französischer Trance-DJ und -Produzent sowie Gründer des Sublabels FSOE Fables aus dem Hause FSOE Recordings.

## Geschichte
Der französische Produzent & DJ Ferry Tayle ist am 13. Januar 1982 in Straßburg im Elsass geboren und lebhaft. Im Alter von 7 begann er Saxophon zu spielen. Inspiriert durch Jean-Michel Jarre bewegte er sich mit 14 Jahren zur elektronischen Musik. 1999 kaufte er sein erstes Mischpult und begann mit dem DJing.
Im Jahre 2001 spielte er bereits in großen Clubs Frankreichs wie Le Colysée und teilte sich die Bühne mit Größen wie Cosmic Gate, Darude, U 96 oder auch David Guetta. Im selben Jahr begann er auch sein erstes Musikprojekt unter dem Namen Blackmoon Traxx mit seinen beiden Freunden Stephan R & Vincent.
Nach den ersten unfruchtbaren Produktionen gelang im Jahre 2004 schließlich die erste Musikveröffentlichung. Der Remix von Blackmoon Traxx zu der Single Thinking Of You (Blackmoon Traxx Remix) von den Ohm Boys (bestehend aus Alex M.O.R.P.H. und Stoneface & Terminal) wurde auf dem britischen Label Red Silver Rec. veröffentlicht.
2005 schloss er sich dem belgischen Musikproduzenten Laurent Véronnez (auch bekannt als Airwave) mit dem Musikprojekt Cape Town an. Im März wurde ihre Produktion Proglifter veröffentlicht, die Unterstützung von Armin van Buuren, Above & Beyond oder auch DJ Shah erhielt.
Im Februar 2008 veröffentlichte Cape Town das Album Aviateur und im November 2008 brachte Ferry Tayle auch sein erstes Solo-Album Carnet de Vol auf den Markt.
2012 gab er sein Debüt auf Armin van Buurens Festival A State Of Trance 550 in Moskau.
2014 veröffentlichte Ferry Tayle sein zweites Solo-Album The Wizard. Es erfolgte auch mit dem Single Nubia die erste Zusammenarbeit mit Aly & Fila.
Seit 2015 ist Ferry Tayle bei FSOE Recordings unter Vertrag und spielte auch darauf auf den FSOE 400-Events in den USA und Australien. In Zusammenarbeit mit Aly & Fila entstand der Track Napoleon, der bei der Abstimmung um das Tune Of The Year 2015 auf dem 15. Platz gelandet ist.
Am Freitag, den 21. April 2017 gründeten Ferry Tayle und Dan Stone das Sub-Label FSOE Fables, welches sich auf melodisch- und emotionsorientierte Produktionen spezialisieren soll. Eingeweiht wurde FSOE Fables mit der Produktion Vona, aus der ersten Zusammenarbeit der beiden Labelgründer.

## Diskografie

### Alben
- Carnet de vol (2008)
- The Wizard (2014)

### Singles
2006
Vol De Nuit (with Tonks)
2008
Duo (with Stephan R.)
Desert Storm (with Stephan R.)
Penhir (with Lolo)
Roma Airport (with Manuel Le Saux)
Premonition (with Kym)
Revanche
One Night In Alkmaar
Terre Mysterieuse
Le Petit Prince
Flora
Apologize
Check In
2009
Batignolles Blues (with Airwave)
L’Acrobat (with Static Blue)
2010
Trapeze (with Static Blue)
Battle Of The Barrels (with Stonevalley)
The Prestige
Behind The Scene
2011
The Glorious Deception
Memory Of Me (feat. Hannah Ray)
2012
Flying Blue (with Daniel Kandi)
2013
Neptune’s Siren (with Darren Porter)
Neptune’s Return (with Darren Porter)
Now And Forever (with Talla 2XLC and Manuel Le Saux)
Laidback Sunday
2014
Neptune’s Legacy (with Darren Porter)
Origami (with Suncatcher)
Glitterings Of Hope (with Karybde & Scylla)
The Most Important Thing (with Ludovic H. feat. Sarah Shields)
Geometrix (with Driftmoon)
Nubia (with Aly & Fila)
Rescue Me (feat. Erica Curran)
The Way Back Home (feat. Poppy)
The Wizard
Broadway Avenue
Let The Magic Happen
The One I’ll Never Be (feat. Poppy)
Metamorphosis
2015
Napoleon (with Aly & Fila)
2016
Twin Souls
Tomorroworld (with ReOrder)
Titanfall (with Driftmoon)
Lifeline (with Solarstone)
2017
Vona (with Dan Stone)
2025
Take Me Higher (with Aly & Fila)

### Remixe
2004
Ohm Boys – Thinking of You (Ferry Tayle & Stephan R. pres. Blackmoon Traxx Remix)
2007
Vascotia – Avalon (Ferry Tayle Dream Maker Remix)
Cape Town – Percivalesque (Ferry Tayle Universal Language Mix)
Planisphere – Solarism (Ferry Tayle Universal Language Mix)
Cape Town – Cinema (Ferry Tayle Universal Language Remix)
Airwave – Trilogique (Ferry Tayle’s For An Angel Remix)
Cape Town – Metaphorique (Ferry Tayle Neverending Story Mix)
Digital Nature – Oasis (Ferry Tayle vs. Everest Mix)
Manuel Le Saux – Forgive (Ferry Tayle Nightly Remix)
2008
Moonforce & Mark Versluis – Indigo (Ferry Tayle & Stephan R. Remix)
2009
Hodel & Hornblad – Hydrogen (Ferry Tayle Universal Language Remix)
Manuel Le Saux – Dissidia (Ferry Tayle Remix)
Ashley Wallbridge feat. Meighan Nealon – My Blood (Ferry Tayle Neverending Story Mix)
Misja Helsloot – All Inclusive (Ferry Tayle Universal Language Remix)
Xgenic – Tears (Ferry Tayle Universal Language Remix)
Cape Town – Proglifter (Ferry Tayle Universal Language Mix)
Etnosphere – And The World Doesn’t Know (Ferry Tayle & Stephan R. Remix)
Paul Miller & Estigma – Afterlife (Ferry Tayle & Stephan R. Universal Language Remix)
Midway – Amazon (Ferry Tayle & Stephan R. Universal Language Remix)
2010
SoundLift – Nakhti (Ferry Tayle & Stephen R. pres. Mirage Remix)
Adam Nickey pres. Blue8 – Eleventh Street (Ferry Tayle & Static Blue Remix)
Pedro Del Mar & Blue Tente – You Left (Ferry Tayle Universal Language Remix)
Roger Shah feat. Nadja Nooijen – Over And Over (Ferry Tayle E-Motion Remix)
ReOrder feat. Stine Grove – Biscay Bay (Ferry Tayle Neverending Story Remix)
The Flyers & Mike Sonar – Cherry Avenue (Ferry Tayle & Stephan R. Remix)
Suncatcher – First Day (Ferry Tayle Remix)
Ben Gold feat. Senadee – Today (Ferry Tayle Neverending Story Remix)
Tritonal – Audio Rush (Ferry Tayle Remix)
ReOrder – Citybeats (Ferry Tayle Remix)
2011
Vascotia – Calibro 2011 (Ferry Tayle Neverending Story Remix)
Spiral Story – Spiral Story (Ferry Tayle Progressive Mix)
Majai – Sprite (Ferry Tayle Neverending Story Remix)
2012
Jahawi – Nairobi To London (Ferry Tayle Remix)
Oen Bearen & Pillow – Until Hell Freezes Over (Ferry Tayle Remix)
Rapha – Deep Field (Ferry Tayle 'The Wizard' Remix)
Estiva feat. Tania Zygar – Death Of Me (Ferry Tayle Remix)
Exostate – Easily I Fell (Ferry Tayle 'The Wizard' Remix)
Ruben de Ronde & Aelyn – What About You (Ferry Tayle Full On Vocal Mix)
Mr. Carefull – Second To None (Ferry Tayle Remix)
2013
Darren Porter – Spellbound (Ferry Tayle Remix)
2014
Manuel Le Saux – One (Ferry Tayle Remix)
Chicane – Offshore (Ferry Tayle 'Luminosity At Beach' Remix)
Aly & Fila feat. Sue McLaren – Where To Now (Ferry Tayle Remix)
Andy Moor & Lange feat. Fenja – Top Of the World (Ferry Tayle Remix)
The Thrillseekers – Find You (Ferry Tayle Remix)
2015
Mitka & Niko Zografos – Phoria
Faithless – Insomnia (Ferry Tayle 'The Wizard' Remix)
Cuebrick – Demon (Ferry Tayle Remix)